# Sten
Sten o subfusil Sten, era una familia de subfusiles británicos de 9 mm, utilizados por las fuerzas del Imperio Británico  durante la Segunda Guerra Mundial y la guerra de Corea. Sus características más notables eran su diseño sencillo y su bajo coste de producción. El nombre STEN es un acrónimo que deriva de los nombres de los diseñadores principales del arma: el Mayor Reginald Shepherd,  Harold Turpin, y ENfield, la localidad donde se ubica la Royal Small Arms Factory (RSAF) de Londres. Unos cuatro millones de Sten de varias versiones se fabricaron durante los años 1940.
La designación oficial era Carbine, Machine, Sten (Carabina, Ametralladora, Sten), aunque no se debe confundir con la definición común de la carabina. El Sten era un típico subfusil, mientras que carabina se refiere a un fusil corto y de pequeño calibre.

## Historia
El Sten fue diseñado en un momento en que el Reino Unido se enfrentaba a la Batalla de Inglaterra y otros combates, y temía la invasión de la Alemania nazi. Muchas armas se habían perdido durante la Batalla de Dunkerque y el ejército comenzaba a crecer. Antes de 1941, los británicos estaban comprando todos los subfusiles Thompson que podían de los Estados Unidos, pero no resolvía las exigencias. La entrada de Estados Unidos en la guerra a finales de 1941 aumentó las peticiones de los subfusiles Thompson. Para facilitar equipamiento a una fuerza de combate lo suficientemente grande para detener la amenaza del Eje, la Royal Small Arms Factory de Enfield recibió el encargo de producir una alternativa barata.
Los diseñadores acreditados fueron el Mayor R. V. Shepherd, OIB, Inspector de Armamento en el Ministerio de Suministros, Departamento de Diseño del Royal Arsenal, Woolwich y Harold John Turpin, delineante senior del Departamento de Diseño de la RSAF de Enfield. De ahí el nombre: Shepherd - Turpin Enfield.
El Sten requería una mínima cantidad de operaciones mecánicas y de manufactura utilizando piezas estampadas sencillas y poca soldadura. La mayor parte de la producción podía ser realizada en pequeños talleres y las armas se montaban en Enfield. Con el paso del tiempo, la fabricación del Sten fue simplificándose aún más: el modelo básico Sten Mark III podía fabricarse en cinco horas de trabajo. Las versiones más baratas estaban construidas por solo 47 partes diferentes. Su diseño era distinguible por ser muy básico: sólo un cañón con su cajón de mecanismos, una culata de metal y un cargador en horizontal.
El Sten fue eliminado lentamente del servicio británico durante los años 1960, siendo reemplazado por el subfusil Sterling. Las otras naciones de la Commonwealth desarrollaron sus propios reemplazos.

## Diseño

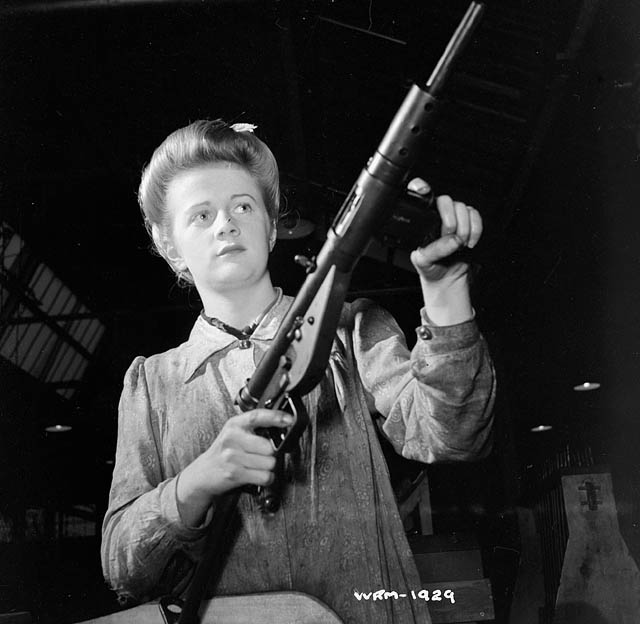
Trabajadora canadiense posando con un Sten recién fabricado.

El subfusil Sten empleaba el cartucho de pistola 9 x 19 Parabellum, lo cual era una ventaja en caso de capturar munición alemana, pues se podía utilizar. El Sten era pequeño y podía dividirse en varias piezas fácilmente ocultables, y, por lo tanto, era apreciado para operaciones de los partisanos en el continente europeo. Los guerrilleros en el frente occidental y oriental se convirtieron en expertos en reparar, modificar e incluso crear clones del Sten: más de 2.000 Sten y unos 500 subfusiles similares Błyskawica fueron fabricados en la Polonia ocupada.
Sin embargo, el Sten ganó mala reputación entre los soldados por su mala puntería, debido al alza y punto de mira muy básicos y a los bloqueos por el mal diseño del cargador. El cargador tenía dos columnas de cartuchos de 9 mm dispuestos en modo de zigzag. Mientras que los cargadores escalonados se alimentaban de ambas columnas, los diseñadores del cargador del Sten eligieron que los proyectiles se combinasen gradualmente en una única columna. Cualquier tipo de suciedad o partículas extrañas en esta zona de combinación causaba un bloqueo.
Además, el Sten era propenso a dispararse accidentalmente si caía al suelo o recibía un golpe. El diseño fue continuamente mejorando durante la guerra, y la versión Mark V, introducida en 1944, se mantuvo como arma en servicio en el Reino Unido hasta los años 1960. El Sten fue sustituido por el  Sterling cuando empezó a ser producido en cantidad en 1953.
Debido a la facilidad de fabricación, los alemanes también construyeron su propia versión del Sten, el MP 3008, a finales de la guerra. Anecdóticamente, el Sten estaba inspirado en un modelo alemán, el MP28.

## Servicio

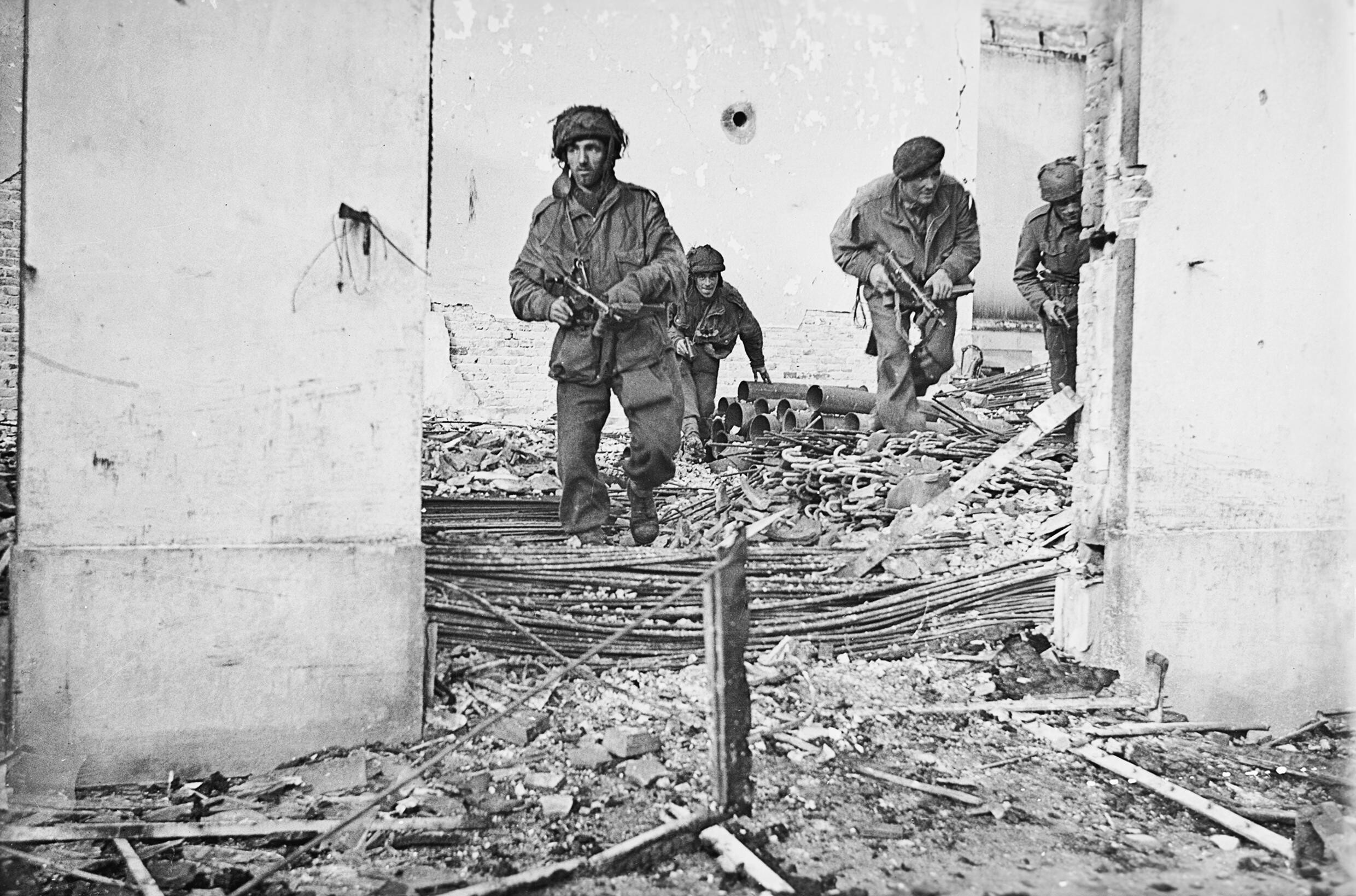
Paracaidistas británicos en Oosterbeek portando Sten.

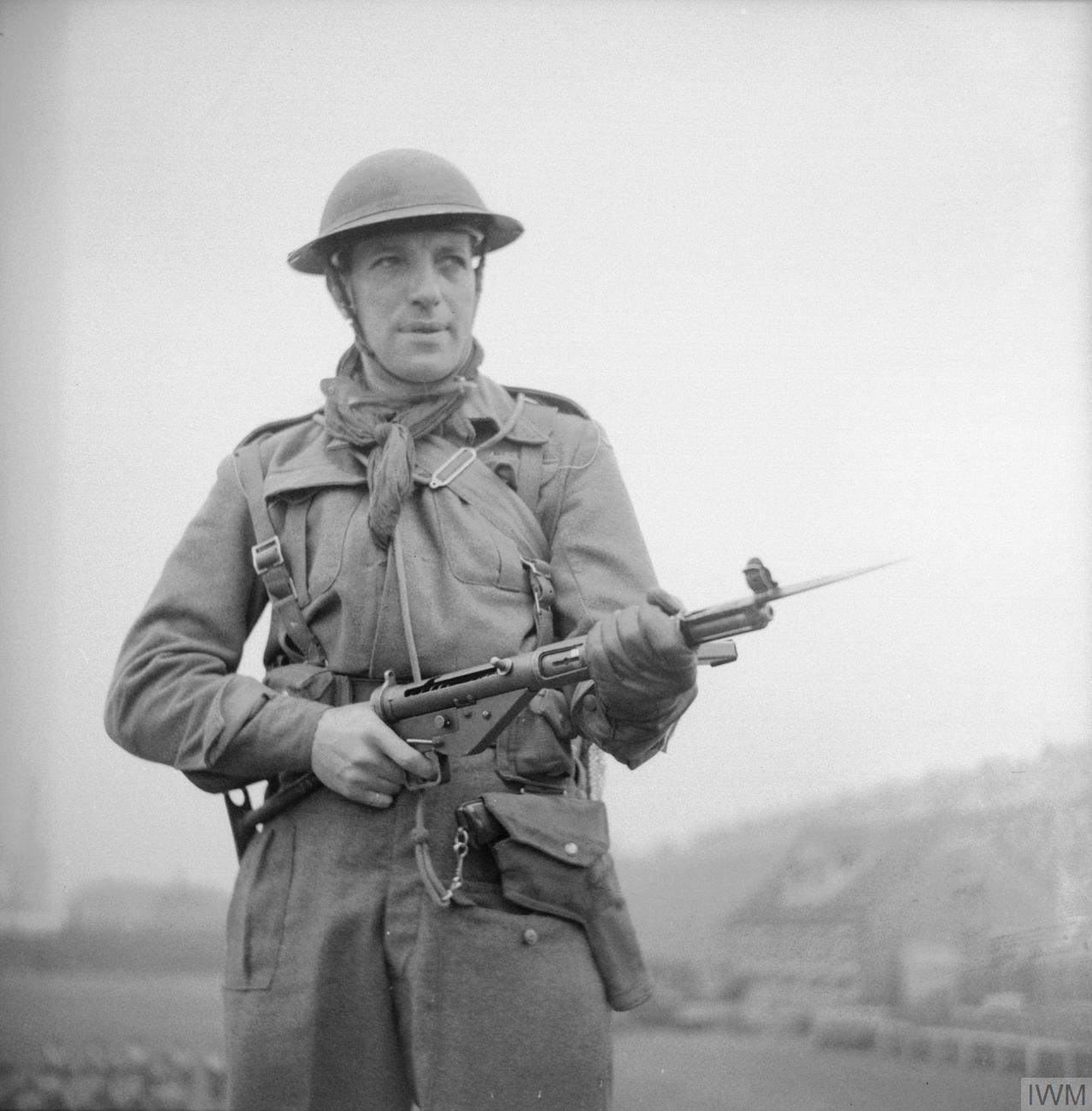
Un soldado británico posa con una Sten con bayoneta incorporada, el 3 de agosto de 1942.

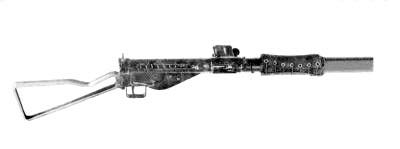
Sten modelo MK IIS.

El Sten, especialmente el Mark II, tendía a recibir alabanzas y críticas por igual. Se ganó el apodo de pesadilla del fontanero y aborto del fontanero, por su diseño tosco y su fiabilidad y durabilidad cuestionables. Su ventaja principal se basaba en la gran disponibilidad para tropas, grupos de resistencia y grupos de apoyo.
Los Sten fueron lanzados desde el aire como parte del equipo para guerrilleros de la resistencia y partisanos en la Europa ocupada. Debido a su perfil delgado y la facilidad de desmontarlo, eran fáciles de ocultar y útiles en la guerra de guerrillas.
Sin embargo, en un famoso caso en que se usó un Sten, el asesinato de Reinhard Heydrich casi acaba en fracaso por el bloqueo del Sten. Este problema también ocurría con el cargador alemán del MP40, que fue copiado por los diseñadores para el Sten.
El Sten continuó en servicio debido a las presiones económicas tras la Segunda Guerra Mundial. Curiosamente, el Rey Jorge VI llevaba un Sten en su coche para defenderse en caso de un ataque con paracaidistas. Este Sten está expuesto en el Museo Imperial de la Guerra (Imperial War Museum).

## Variantes
Los subfusiles Sten aparecieron en distintos modelos básicos, aunque el Mark IV no pasó del prototipo, y casi la mitad de la producción fue del Mark II. Todos los modelos combinados dan unos 4,5 millones de Sten fabricados durante la Segunda Guerra Mundial, aunque el total varía dependiendo de las fuentes.

### Mark I*
La primera simplificación del Mark I. Se eliminaron el mango, las partes de madera y el apagallamas.

### Mark II
El modelo más fabricado, con unos dos millones de unidades. Era mucho más simple que el Mark I, de igual manera que el Mark I*, sin las partes de madera y el apagallamas. Era más corto que el Mark I, también se fabricó la versión Mk.IIS (Mark 2 Silenced) con silenciador.

### Mark II (canadiense)
Durante la Segunda Guerra Mundial, se fabricó un modelo del Sten en el Long Branch Arsenal de Ontario. Era muy similar al Mark II, pero con una calidad algo mejor y una culata distinta. Su primer uso en combate fue en 1942 en el Desembarco de Dieppe.

### Mark III
Este modelo sencillo fue el segundo en mayor producción, tras el Mk.II. Era, como el Mark II, una simplificación del Mark I. Se fabricaron tanto en el Reino Unido como en Canadá. Su diferencia visual con el Mark II era que la cubierta del cañón se extendía más allá del cañón propio. Las diferencias mecánicas estaban en el cañón fijo y en que el cuerpo estaba soldado a lo largo del centro de la tapa.

### Mark IV
El Mark IV fue una versión reducida que no pasó de la fase de prototipo. Tenía el tamaño de una pistola y una configuración diferente con un apagallamas cónico, un mango en la parte posterior, una culata muy ligera y un cañón corto.

### Mark V
El modelo más utilizado por los paracaidistas, y fue usado en Normandía y en Arnhem. Tenía mangos de pistola de madera, una culata, una mira y montura para la bayoneta. La bandolera del Sten que llevaban los paracaidistas, contenía siete cargadores.

### Mark VI

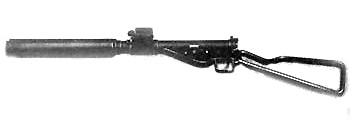
Sten modelo Mark VI.

Un modelo de mayor tamaño y peso.

### Modelos con silenciador
Los Mark IIS y Mark VIS eran fabricados con un silenciador integrado. Dado que se calentaba con facilidad al disparar, tenía una cubierta de protección. El Mark VIS tenía una velocidad de salida de la bala de 305 m/s, y pesaba más a causa de sus partes de madera. Se utilizaban en fuego semiautomático en lugar de automático debido al sobrecalentamiento.

### Copias y derivados en el extranjero

#### Sten noruego
En la Noruega ocupada, la resistencia, bajo el mando de Bror With, fabricó una gran cantidad de subfusiles Sten para su ejército Milorg. También se hizo lo propio en Dinamarca.

#### Sten polaco
Entre 1942 y 1944 se fabricaron unos 11 000 Sten para los grupos de resistencia de Polonia, principalmente la Armia Krajowa. Asimismo debido a la simplicidad del diseño, fue fabricada en la Polonia ocupada una variante específicamente polaca bajo el nombre Bliskawica, cuya principal diferencia era que el cargador estaba situado debajo del cuerpo principal del arma consiguiendo una mejor precisión en el tiro. La producción local estaba repartida en al menos 23 fábricas clandestinas.
El arma en sus variantes inglesas fue utilizada por todas las fuerzas polacas combatiendo en el exilio integradas en el ejército británico como por ejemplo la 1.ª Brigada Independiente de Paracaidistas polacos en la Operación Market Garden a orillas del Rin y contribuyó a proteger la retirada del ejército británico atrapado en Arnhem.

#### MP 3008
En 1945, Alemania estaba buscando un subfusil barato para el Volkssturm. La Mauser diseñó un Sten modificado y se le designó como MP 3008. La principal diferencia era que el cargador se insertaba desde abajo y no lateralmente. Se fabricaron unas 10 000 unidades hasta el final de la guerra.

#### Gerät Potsdam
A finales de 1944, las fábricas de Mauser comenzaron una serie de copias del Mark II con propósitos de diversión y sabotaje. Se produjeron unas 28.000 unidades.

### En inglés
- Subfusil Sten
- The Sten Gun Archivado el 2 de diciembre de 2005 en Wayback Machine.
- Sten
- British Sten submachine gun explained - FREE ebook - H&L Publishing / HLebooks.com
- Dismounting and Functionning of the Sten Subgun

### En español
- Sten MK II en arteHistoria

- Datos: Q211782
- Multimedia: Sten / Q211782